# Анибаба, Джалил
Джали́л Аниба́ба (англ. Jalil Anibaba: /dʒəˈliːl ɑːniˈbɑːbə/; 19 октября 1988, Фонтана, Калифорния, США) — американский футболист, защитник.

## Биография

### Молодёжная карьера
В 2007—2009 годах Анибаба обучался в Университете Санта-Клары по специальности «Бизнес-администрирование» и играл за университетскую футбольную команду «Санта-Клара Бронкос» в Национальной ассоциации студенческого спорта.
В 2010 году перешёл в Университет Северной Каролины, где присоединился к университетской футбольной команде «Норт Каролина Тар Хилс».
В 2010 году также выступал в Премьер-лиге развития ЮСЛ за клуб «Каролина Динамо».

### Клубная карьера
29 декабря 2010 года Анибаба подписал контракт с MLS. 13 января 2011 года на Супердрафте MLS он был выбран под общим девятым номером клубом «Чикаго Файр». Его профессиональный дебют состоялся 19 марта 2011 года в матче первого тура сезона против «Далласа». Свой первый гол в профессиональной карьере он забил 30 марта 2011 года в матче отборочного раунда Открытого кубка США против «Колорадо Рэпидз». 22 октября 2011 года в матче последнего тура сезона против «Коламбус Крю» забил свои первые голы в MLS, оформив дубль, за что был назван игроком недели в MLS. С 18 ноября по 2 декабря 2012 года тренировался в клубе испанской Ла Лиги «Атлетико Мадрид».
15 января 2014 года Анибаба вместе с двумя драфт-пиками был обменян в «Сиэтл Саундерс» на Джона Кеннеди Уртадо, Патрика Ианни и драфт-пик. Дебютировал за «Саундерс» 29 марта 2014 года в матче против «Коламбус Крю». По окончании сезона 2014 контракт Анибабы с «Сиэтл Саундерс» истёк.
10 декабря 2014 года на Драфте расширения MLS Анибаба был выбран клубом «Орландо Сити». Однако, два дня спустя флоридский клуб обменял Анибабу в «Спортинг Канзас-Сити» на Орельена Коллена. За «Спортинг КС» он дебютировал 21 марта 2015 года в матче против «Портленд Тимберс». 5 апреля 2015 года в матче против «Филадельфии Юнион» забил свой первый гол за «Спортинг КС». По окончании сезона 2015 «Спортинг Канзас-Сити» не продлил контракт с Анибабой.
11 января 2016 года Анибаба подписал контракт с «Хьюстон Динамо». Дебютировал за техасский клуб 6 марта 2016 года в матче первого тура сезона против «Нью-Инглэнд Революшн». 28 ноября 2016 года Анибаба подписал новый контракт с «Хьюстон Динамо». По окончании сезона 2017 «Динамо» не продлило контракт с Анибабой.
9 февраля 2018 года Анибаба подписал контракт с «Нью-Инглэнд Революшн» после прохождения просмотра на предсезонном сборе. Дебютировал за бостонский клуб 3 марта 2018 года в матче первого тура сезона против «Филадельфии Юнион». 30 марта 2019 года в матче против «Миннесоты Юнайтед» забил свой первый гол за «Нью-Инглэнд Революшн».
19 ноября 2019 года на Драфте расширения MLS Анибаба был выбран клубом «Нэшвилл». 29 февраля 2020 года в матче первого тура сезона против «Атланты Юнайтед», ставшем для «Нэшвилла» дебютом в MLS, вышел на замену в концовке вместо Доминика Баджи. 8 июля 2021 года в матче против «Атланты Юнайтед» забил свой первый гол за «Нэшвилл». По окончании сезона 2021 контракт Анибабы с «Нэшвиллом» истёк.
14 января 2022 года Анибаба на правах свободного агента присоединился к «Коламбус Крю», подписав контракт на сезон 2022 с опцией продления на сезон 2023. За «Крю» дебютировал 5 марта 2022 года в матче против «Сан-Хосе Эртквейкс», выйдя на замену в компенсированное время второго тайма. По окончании сезона 2022 «Коламбус Крю» не продлил контракт с Анибабой.
13 февраля 2023 года Джалил Анибаба объявил о завершении футбольной карьеры и вернулся в «Нэшвилл» в качестве посла клуба.

### Международная карьера
В составе сборной США до 18 лет Анибаба участвовал в футбольном турнире Панамериканских игр 2007.

### Личная информация
Братья Джалила — Суле и Джаммил, в 2000-х годах играли за команду Калифорнийского университета в Дейвисе «Ю-си Дейвис Аггис» по футболу, его брат Джош Риз в 2007—2011 годах играл за «Ю-си Дейвис Аггис» по американскому футболу.

## Достижения
Командные
 «Сиэтл Саундерс»
- Победитель регулярного чемпионата MLS: 2014
- Обладатель Открытого кубка США: 2014

## Статистика выступлений
| Выступление          | Выступление      | Выступление      | Лига | Лига | Плей-офф | Плей-офф | Кубок | Кубок | Прочие | Прочие | Итого | Итого |
| Клуб                 | Лига             | Сезон            | Игры | Голы | Игры     | Голы     | Игры  | Голы  | Игры   | Голы   | Игры  | Голы  |
| -------------------- | ---------------- | ---------------- | ---- | ---- | -------- | -------- | ----- | ----- | ------ | ------ | ----- | ----- |
| Чикаго Файр          | MLS              | 2011             | 29   | 2    | —        | —        | 5     | 1     | —      | —      | 34    | 3     |
| Чикаго Файр          | MLS              | 2012             | 33   | 1    | 1        | 0        | 1     | 0     | —      | —      | 35    | 1     |
| Чикаго Файр          | MLS              | 2013             | 34   | 1    | —        | —        | 4     | 0     | —      | —      | 38    | 1     |
| Чикаго Файр          | Итого            | Итого            | 96   | 4    | 1        | 0        | 10    | 1     | —      | —      | 107   | 5     |
| Сиэтл Саундерс       | MLS              | 2014             | 16   | 0    | 1        | 0        | 4     | 0     | —      | —      | 21    | 0     |
| Сиэтл Саундерс       | Итого            | Итого            | 16   | 0    | 1        | 0        | 4     | 0     | —      | —      | 21    | 0     |
| Спортинг Канзас-Сити | MLS              | 2015             | 16   | 1    | 0        | 0        | 1     | 0     | —      | —      | 17    | 1     |
| Спортинг Канзас-Сити | Итого            | Итого            | 16   | 1    | 0        | 0        | 1     | 0     | —      | —      | 17    | 1     |
| Хьюстон Динамо       | MLS              | 2016             | 30   | 0    | —        | —        | 2     | 0     | —      | —      | 32    | 0     |
| Хьюстон Динамо       | MLS              | 2017             | 8    | 0    | 4        | 0        | 2     | 0     | —      | —      | 14    | 0     |
| Хьюстон Динамо       | Итого            | Итого            | 38   | 0    | 4        | 0        | 4     | 0     | —      | —      | 46    | 0     |
| Нью-Инглэнд Революшн | MLS              | 2018             | 31   | 0    | —        | —        | 1     | 0     | —      | —      | 32    | 0     |
| Нью-Инглэнд Революшн | MLS              | 2019             | 22   | 1    | 0        | 0        | 2     | 0     | —      | —      | 24    | 1     |
| Нью-Инглэнд Революшн | Итого            | Итого            | 53   | 1    | 0        | 0        | 3     | 0     | —      | —      | 56    | 1     |
| Нэшвилл              | MLS              | 2020             | 12   | 0    | 1        | 0        | —     | —     | 2      | 0      | 15    | 0     |
| Нэшвилл              | MLS              | 2021             | 9    | 1    | 2        | 0        | —     | —     | —      | —      | 11    | 1     |
| Нэшвилл              | Итого            | Итого            | 21   | 1    | 3        | 0        | —     | —     | 2      | 0      | 26    | 1     |
| Коламбус Крю         | MLS              | 2022             | 5    | 0    | —        | —        | 1     | 0     | —      | —      | 6     | 0     |
| Коламбус Крю         | Итого            | Итого            | 5    | 0    | —        | —        | 1     | 0     | —      | —      | 6     | 0     |
| Всего за карьеру     | Всего за карьеру | Всего за карьеру | 245  | 7    | 9        | 0        | 23    | 1     | 2      | 0      | 279   | 8     |

Источник: Soccerway.